# Grumman XTB2F
Il Grumman XBT2F fu un aereo da attacco quadriposto, bimotore, sviluppato dall'azienda statunitense Grumman Aircraft Company nella seconda metà degli anni quaranta del XX secolo e rimasto alla stadio di mock-up.

## Storia del progetto
Vista la necessità di dotare le  future portaerei classe CV-9 e CVB-41 dell'US Navy di un nuovo aereo da attacco e aerosiluramento, il Bureau of Aeronautics nel febbraio 1941 emise una richiesta per un nuovo tipo velivolo, uno monomotore alla Douglas Aircraft Company, lo XTB2D-1, e uno bimotore alla Grumman Aviation Aircraft, lo XTB2F-1. Il progetto preliminare e quello in dettaglio del Design 55 vennero sottoposti dalla Grumman al Bureau of Aeronautics (BuAer) rispettivamente il 21 dicembre 1942 e il 19 marzo 1943. In risposta in  Bureau of Aeronautics emise, il 6 agosto 1943, una lettera d'intento per l'acquisto per due prototipi dello XTB2F-1, comprendenti i collaudi motoristici e in volo.
Le prime due unità del tipo CVB-41 vennero impostate nel 1943, la Midway, presso i cantieri navali di Newport News in Virginia, e la Coral Sea, i presso il Brooklyn Navy Yard a New York. La ditta costruttrice stimava i prototipo fossero nell'estate del 1945, il primo dei quali pronto per il primo volo verso la fine dell'anno. La Grumman ordinò l'assemblaggio di un mock-up in scala reale dell'aereo, equipaggiato con i  previsti due motori radiali Pratt & Whitney R2800-22 Double Wasp, tutto l'armamento e i meccanismi per il ripiegamento delle ali e per la retrazione del carrello di atterraggio. Non si trattava di un prototipo, bensì di un modello che non aveva né impianto elettrico né idraulico, né serbatoi di carburante, né cabina di pilotaggio. Il mock-up fu ispezionato da una apposita commissione il 22 maggio 1944, e trovato troppo grande e pesante per l'impiego su portaerei diverse dalla classe Midway. Critiche furono mosse anche al sistema di ripiegamento delle ali. La commissione raccomandò l'annullamento del programma XBT2F-1, che fu fermato definitivamente il 14 giugno 1944.

## Descrizione tecnica
Lo XBT2F-1 era un aereo da attacco imbarcato, bimotore, triposto.  Monoplano ad ala alta, di costruzione interamente metallica. L'ala era dotata di un meccanismo di ripiegamento per lo stivaggio negli hangar delle portaerei, che riduceva l'apertura alare da 22,56 m a 10,21 m. La corda alare era di 3,8 m (12,5 ft). I flap a comando idraulico erano del del tipo a cerniera fissa con fessura. Il profilo alare è il NACA 23017 alla radice e il NACA 23011 all'estremità. L'aereo fu progettato per una forza di snervamento di 4 G e una forza limite di 6 G.  A livello del motore, l'ala si ripiegava all'indietro utilizzando un meccanismo molto complesso, e studi condotti su modelli in scala ridotta dimostrarono che su un aereo di produzione ci sarebbero voluti circa 15 minuti per ripiegare entrambe le ali sulla cabina di pilotaggio, con il coinvolgimento di due membri dell'equipaggio e di diversi membri del personale di bordo. Le due semiali ospitavano ognuna una gondola contenente un motore, mentre la semiala sinistra anche un pod contenente un radar di scoperta navale. La fusoliera aveva forma ovoidale, e terminava con un impennaggio di coda monoderiva.  L'equipaggio era composto da quattro persone.
La propulsione era affidata a due motori radiali Pratt & Whitney R-2800-22 Double Wasp a 18 cilindri. raffreddati ad aria, monostadio a due velocità, rotazione destra, con rapporto di riduzione 0,4-5:1. I motori erogavano la potenza di 2 100 CV (1 600 kW) a 2800 giri/min, ed azionavano ognuno un'elica tripala Curtiss metallica. La velocità di stallo era pari a 114,4 km/h [61,8 kn, 71,1 mph).
Il carrello di atterraggio era del tipo triciclo, anteriore, completamente retrattile. Le gambe principali del carrello rientravano, per rotazione, nella parte posteriore delle gondole motori, mentre la gamba anteriore, dotata di due ruote, nella parte anteriore della fusoliera. L'armamento offensivo era composto da un cannone da 75 mm installato nel lato destro del muso dell'aereo, in una piccola carenatura a bolla, e destinato all'attacco al naviglio avversario, coadiuvato da 2 mitragliatrici  calibro 12,7 mm posizionate sul lato sinistro del muso. In sostituzione del cannone si poteva installare un mirino ottico Mark 15 per le azioni di bombardamento. Ulteriori quattro mitragliatrici da 12,7 mm erano poste, due per semiala, tra la fusoliera e la gondola del motore. L'armamento difensivo si basava su due mitragliatrici calibro 12,7 mm installate in una torretta Emerson Modified Dumbo posta sulla parte dorsale della fusoliera e ulteriori due armi da 12,7 mm posizionate in una torretta semisferica Sperry A-13-A sita nella parte inferiore della fusoliera. La stiva ventrale poteva ospitare 1 siluro Mark 13 o bombe o mine per un carico massimo di 1.600 kg (3.500 lb).

### Annotazioni
1. ↑  Quest'ultima sarebbe entrata in servizio con il nome di USS Franklin D. Roosevelt, dopo la morte del Presidente degli Stati Uniti.

### Fonti
1. 1 2 3 4 5 6 7 8 9  Francillon 1989, p. 548.
2. 1 2 3 4 5 6  Avions Legendaires.
3. 1 2  Military Factory.
4. 1 2 3 4 5 6 7 8 9  Francillon 1989, p. 547.
5. 1 2 3 4 5 6 7 8  Pelletier 2002, p. 48-53.